# Enya Elstner

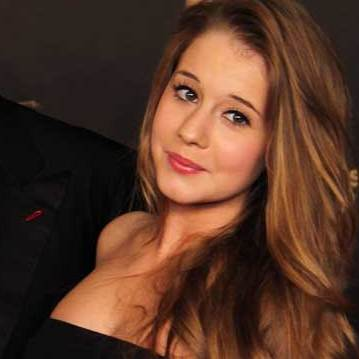
Enya Elstner (2012)

Enya Elstner (* 10. September 1997 in Luxemburg) ist eine deutsche Schauspielerin und Singer-Songwriterin.

## Leben
Enya ist die jüngste Tochter des Moderators Frank Elstner. 2009 bekam sie ihr erstes TV-Engagement, die Rolle als Greta Hansen in der vom SWR für die ARD produzierten Sendung Tiere bis unters Dach, in der sie in der 1. und 2. Staffel die Hauptrolle verkörperte und in den folgenden Staffeln nur noch vereinzelt in einer Nebenrolle zu sehen ist.
Neben der Schauspielerei ist Elstner auch musikalisch aktiv. Unter Künstlernamen wie enya el oder cahme veröffentlichte sie seit 2021 verschiedene Songs und EPs.

## Filmografie
- seit 2010: Tiere bis unters Dach (Familienserie) – Regie: u. a. Jörg Grünler; Peter Lichtefeld (77 Folgen)
- 2019:	#ClapforCrap (Imagefilm – Friedrich-Naumann-Stiftung)
- 2020: Daheim in den Bergen – Auf neuen Wegen (Fernsehfilm) – Regie: Annette Ernst

## Diskografie
- Open the blinds (Song, 2021)
- My head is a beautiful place now (EP, April 2022)
- Ladder (Song, April 2022)
- Von uns beiden (Song, März 2023)
- Keinem gesagt (Song, Mai 2023)
- Blau (Song, Juli 2023)
- Rooftop (Song, Juli 2024)